# May Blood
May Blood, baronessa Blood (Belfast, 26 maggio 1938 – 21 ottobre 2022) è stata una politica britannica, membro della Camera dei Lord per il Partito Laburista. Fu la prima donna proveniente dall'Irlanda del Nord ad entrare a far parte della paria a vita il 31 luglio 1999. Si ritirò dalla Camera dei Lord il 4 settembre 2018.
Fu membro fondatore della Northern Ireland Women's Coalition (NIWC). Nel 1995 fu nominata membro dell'Ordine dell'Impero Britannico (MBE) "per i suoi servizi alle pari opportunità e alle relazioni industriali". Ricevette tre lauree honoris causa presso l'università dell'Ulster nel 1998, la Queen's University Belfast nel 2000 e la Open University nel 2001. Nel 2007 pubblicò la sua autobiografia, Watch my Lips, I'm Speaking.